# Ruffles Reggae
O Ruffles Reggae foi um festival de reggae realizado em diversas cidades do Brasil.

## História
O evento foi realizado pela Elma Chips e teve sua primeira edição em 1996. Entre 27 de abril e 8 de maio daquele ano, o Ruffles Reggae passou por dez cidades brasileiras: Belém, Salvador, Belo Horizonte, São Paulo, Rio de Janeiro, Brasília, Curitiba, Florianópolis e Porto Alegre. A primeira edição contou com as presenças de Ziggy Marley, Inner Circle, Big Mountain, Lucky Dube e Olodum.
Em maio de 1997, o evento foi novamente realizado, nas cidades de São Paulo (pista de atletismo do Estádio do Ibirapuera), Curitiba (Pedreira Paulo Leminski), Rio de Janeiro (Metropolitan), Brasília (Ginásio Nilson Nelson
) e Porto Alegre. Entre as bandas convidadas, estavam Shaggy, Pato Banton, Maxi Priest, Los Pericos e Third World. O cantor Alpha Blondy seria uma das principais atrações desta edição do Ruffles Reggae. Porém, exigências fora do contrato por parte do cantor fizeram a produtora do festival cancelar sua participação, sendo substituído de última hora por Black Uhuru.
Em outubro de 1999, a terceira edição do Ruffles Reggae contou com a banda britânica UB40, a jamaicana Israel Vibration e as brasileiras Cidade Negra e Nativus (atual Natiruts), além da banda vencedora do Skol Rock 98, Hiperfly. Foi realizado em Curitiba (Arena da Baixada), Rio de Janeiro e São Paulo.

## Prêmio
O Ruffles Reggae de 1996 recebeu o “Grande Prêmio de Evento ou Ação Promocional do Ano”, concedido durante o XV Prêmio Promoção Brasil 1996.